# Jade (engine)
O Jade é um motor de jogo que foi desenvolvido e é usado pela Ubisoft. O motor foi originalmente desenvolvido por um time de produção da Ubisoft Montpellier, que incluía Michel Ancel, para o jogo criticamente aclamado deles, Beyond Good & Evil, cuja personagem principal, Jade, compartilha o nome do motor. O motor possui grande flexibilidade, que inclui diferentes sequências de jogabilidade junto de gráficos detalhados, ambos em cinemática e jogabilidade. Desde a sua introdução em 2003, o motor tem sido aperfeiçoado para ser usado em jogos mais recentes, listados abaixo.

## Lista de jogos com o motor Jade
- 2003 – Beyond Good & Evil
- 2003 – Prince of Persia: The Sands of Time
- 2004 – Prince of Persia: Warrior Within
- 2005 – Prince of Persia: The Two Thrones
- 2005 – Peter Jackson's King Kong: The Official Game of the Movie
- 2006 – Rayman Raving Rabbids
- 2007 – TMNT
- 2007 – Rayman Raving Rabbids 2
- 2007 – Naruto: Rise of a Ninja[2]
- 2008 – Naruto: The Broken Bond